# Ayreon Universe: Best of Ayreon Live
Ayreon Universe: Best of Ayreon Live è il secondo album dal vivo del gruppo musicale olandese Ayreon, pubblicato il 30 marzo 2018 dalla Mascot Label Group.

## Descrizione
Contiene la registrazione completa del secondo dei tre concerti sold-out tenuti nel mese di settembre 2017 nei Paesi Bassi, in cui sono stati coinvolti sedici cantanti e undici musicisti tra cui Floor Jansen e Marco Hietala dei Nightwish, Hansi Kürsch dei Blind Guardian, Ed Warby, Tommy Karevik dei Kamelot e Anneke van Giersbergen.
In alcuni brani si è esibito anche il fondatore del progetto, Arjen Anthony Lucassen, che ha curato la produzione dei concerti insieme a Joost van den Broek.

## Tracce
Testi e musiche di Arjen Anthony Lucassen, eccetto dove indicato.

### CD/3 LP
CD 1
1. Prologue – 3:56
2. Dreamtime – 2:31
3. Abbey of Synn – 4:16
4. River of Time – 3:56
5. The Blackboard – 1:54 (testo: Arjen Anthony Lucassen, Lori Linstruth)
6. The Theory of Everything – 4:38 (testo: Arjen Anthony Lucassen, Lori Linstruth)
7. Merlin's Will – 3:10
8. Waking Dreams – 3:40 (Arjen Anthony Lucassen, Anneke van Giersbergen, Jonas Renkse)
9. Dawn of a Million Souls – 5:08
10. Valley of the Queens – 2:50
11. Ride the Comet – 3:42
12. Star of Sirrah – 5:56
13. Comatose – 2:58
14. Loser – 4:41 (testo: Arjen Anthony Lucassen, Devin Townsend)
15. And the Druids Turned to Stone – 4:42

CD 2
1. The Two Gates – 6:00
2. Into the Black Hole – 6:11
3. Actual Fantasy – 1:25
4. Computer Eyes – 4:35
5. Magnetism – 4:45 (testo: Arjen Anthony Lucassen, Lori Linstruth)
6. Age of Shadows – 4:48 (Arjen Anthony Lucassen, Anneke van Giersbergen, Jonas Renkse)
7. Intergalactic Space Crusaders – 5:33
8. Collision – 3:36 (testo: Arjen Anthony Lucassen, Lori Linstruth)
9. Everybody Dies – 5:01
10. The Castle Hall – 6:30

- Encore 1

1. Amazing Flight in Space – 6:20 (testo: Arjen Anthony Lucassen, Jay van Feggelen)
2. Day Eleven: Love – 4:04

- Encore 2

1. The Eye of Ra – 5:51

### DVD/BD
DVD 1
1. Prologue – 3:56
2. Dreamtime – 2:31
3. Abbey of Synn – 4:16
4. River of Time – 3:56
5. The Blackboard – 1:54 (testo: Arjen Anthony Lucassen, Lori Linstruth)
6. The Theory of Everything – 4:38 (testo: Arjen Anthony Lucassen, Lori Linstruth)
7. Merlin's Will – 3:10
8. Waking Dreams – 3:40 (Arjen Anthony Lucassen, Anneke van Giersbergen, Jonas Renkse)
9. Dawn of a Million Souls – 5:08
10. Valley of the Queens – 2:50
11. Ride the Comet – 3:42
12. Star of Sirrah – 5:56
13. Comatose – 2:58
14. Loser – 4:41 (testo: Arjen Anthony Lucassen, Devin Townsend)
15. And the Druids Turned to Stone – 4:42
16. The Two Gates – 6:00
17. Into the Black Hole – 6:11
18. Actual Fantasy – 1:25
19. Computer Eyes – 4:35
20. Magnetism – 4:45 (testo: Arjen Anthony Lucassen, Lori Linstruth)
21. Age of Shadows – 4:48 (Arjen Anthony Lucassen, Anneke van Giersbergen, Jonas Renkse)
22. Intergalactic Space Crusaders – 5:33
23. Collision – 3:36 (testo: Arjen Anthony Lucassen, Lori Linstruth)
24. Everybody Dies – 5:01
25. The Castle Hall – 6:30

- Encore 1

1. Amazing Flight in Space – 6:20 (testo: Arjen Anthony Lucassen, Jay van Feggelen)
2. Day Eleven: Love – 4:04

- Encore 2

1. The Eye of Ra – 5:51

DVD 2
1. Behind the Scenes – 84:38
2. Try Out Show Highlights – 17:16

## Formazione
- Mike Mills – voce
- Edward Reekers – voce
- Irene Jansen – voce
- Lisette van den Berg – voce
- Marcela Bovio – voce
- Robert Soeterboek – voce
- Hansi Kürsch – voce
- Marco Hietala – voce
- Floor Jansen – voce
- Jonas Renkse – voce
- Anneke van Giersbergen – voce
- John Jaycee Cuijpers – voce
- Maggy Luyten – voce
- Damian Wilson – voce
- Tommy Karevik – voce
- Jay van Feggelen – voce
- Ed Warby – batteria, voce (Day Eleven: Love)
- Johan van Stratum – basso
- Marcel Coenen – chitarra solista
- Ferry Duijsens – chitarra
- Joost van den Broek – tastiera
- Ben Mathot – violino
- Jeroen Goossens – flauti, legni
- Maaike Peterse – violoncello
- Rob Snijders – percussioni (Comatose), batteria (And the Druids Turned to Stone)
- Peter Vink – basso (Intergalactic Space Crusaders)
- Arjen Anthony Lucassen – chitarra (The Castle Hall e Amazing Flight in Space), voce (Amazing Flight in Space e The Eye of Ra)

Produzione
- Joost van der Broek – produzione
- Arjen Lucassen – produzione esecutiva, missaggio audio (stereo e 5.1)
- Lori Linstruth – coproduzione
- Jens de Vos – produzione video, post-produzione
- Dave Schinkel – registrazione audio
- Brett Caldas-Lima – mastering

## Classifiche
| Classifica (2018) | Posizione massima |
| ----------------- | ----------------- |
| Belgio (Fiandre)  | 126               |
| Francia           | 171               |
| Germania          | 13                |
| Paesi Bassi       | 6                 |
| Svizzera          | 39                |